# Symbatios (Jurist)
Symbatios (mittelgriechisch Συμβάτιος) war ein byzantinischer Jurist des 9. und 10. Jahrhunderts. Möglicherweise wurde er schon von dem Patriarchen Photios I., der wie er selbst armenische Vorfahren hatte, zur Mitarbeit an dem großen Gesetzgebungswerk der byzantinischen Kaiser Basileios I. und Leon VI., den später so genannten Basiliken, herangezogen. Er war wohl ungefähr zwei Jahrzehnte danach auch an dem Procheiros nomos des von ihm sehr verehrten Kaisers Leon VI. beteiligt. Höchstwahrscheinlich ist er der Kompilator der Epitome Legum.